# 계성중학교
계성중학교(啓聖中學校)는 대한민국 대구광역시 중구 대신동에 있는 사립 중학교이다.

## 학교 연혁
- 1906년 10월 15일 : 미국 북장로파 안의와(J. E. Adams) 선교사가 남문안 교회(구 제일교회) 내의 선교사 사택을 임시 교사로 본교를 창설하였다.
- 1908년 3월 30일 : 대신동에 2층 양옥 교사인 아담스관을 지어 이전하였다.
- 1913년 9월 20일 : 맥퍼슨관을 준공하였다.
- 1931년 11월 30일 : 헨더슨관을 준공하였다.
- 1945년 2월 13일 : 일제의 강압으로 교명을 "대구 공산 중학교"로 변경하고 "대구 공산 중학교 유지 재단"을 조직하고 김성재 선생이 초대 재단이사장에 취임하였다.
- 1947년 9월 30일 : 성재관(교실 6개)을 준공하였다.
- 1949년 6월 22일 : 교명을 "계성중학교"로 변경 인가받았다.
- 1949년 6월 23일 : 법인 명칭을 "재단법인 계성중학교 유지재단"으로 인가받았다.
- 1950년 4월 28일 : 법인 명칭을 "재단법인 계성고등학교 유지재단"으로 변경 인가받고 계성중학교를 고등학교로 개편하기 위하여 계성중학교를 폐교 인가받고 계성고등학교 설립이 인가되었다.
- 1950년 5월 9일 : "재단법인 계성 2중학교 유지재단" 설립을 인가받아 계성 제2중학교가 설립 인가되었다.
- 1951년 8월 13일 : 계성고등학교와 계성 제2중학교의 학급 편제를 개편하는 동시에 계성 제2중학교 명칭을 "계성중학교"로 변경 인가되었다.
- 1953년 3월 19일 : "재단법인 계성 제2중학교 유지재단"을 해산하고 법인 명칭을 "재단법인 계성교육재단"으로 변경 인가받았다.
- 1964년 4월 3일 : 헨더슨관을 증축하여 준공하였다.
- 1964년 4월 25일 : 법인을 학교법인으로 개편 인가받았다.
- 1979년 10월 15일 : 계성빌딩을 준공하였다.
- 1997년 12월 8일 : 재단 명칭을 "학교법인 계성학원"으로 변경하였다.
- 2004년 3월 1일 : 남녀 공학을 실시하였다.
- 2019년 2월 21일 : 장영중 선생이 제17대 중학교 교장에 취임하였다.
- 2019년 3월 1일 : 중학교 16학급으로 감축

## 참고 자료
- 계성중학교 - 한국교육학술정보원 학교알리미